# Dievs
Dievs (lett. Dievs, lit. Dievas, pr. deywis, deiws m. »Gott«) ist in der baltischen Mythologie der Himmelsgott. Als seine Söhne gelten die Dieva dēli. Nach der Christianisierung wurde sein Name für Gott weiterverwendet.

## Wesen
Dievs wird in den Dainas als himmlischer Bauernfürst beschrieben, der auf dem Himmelsberg einen Gutshof bewirtschaftet. Seine Nachbarin ist die Sonnengöttin Saule. In den Volksliedern wird sein Anwesen genau beschrieben: Wohnhaus, Badestube, Speicher, Kuhstall und die darum liegenden Felder und Wiesen. Die himmlische Götterfamilie pflügt, sät, erntet oder mäht die Wiesen. Daneben gilt Dievs auch als Bierbrauer und gelegentlich als Jäger. Auch die Tätigkeiten in der Badestube, bei Feierlichkeiten und Hochzeiten gehören zu beliebten Themen.
Wenn Dievs, mit silbernem Mantel bekleidet und mit einem Schwert gegürtet, die Menschen besucht, reitet er auf seinem Pferd vom „steinigen“ Himmelsberg herab und umreitet dann die Kornfelder, um deren Fruchtbarkeit zu fördern. Dabei vernichtet er Unkraut und richtet Roggenhalme auf. Als Pferdezüchter verkauft er den Menschen Pferde und striegelt im Stall seiner Verehrer die Pferde:

„Dievs klimperte mit dem Zaumzeug hinten in meinem Stalle, er striegelte, er glättete meine braunen Rösslein.“

Nach Feierabend wird Dievs von den Bauern eingeladen. Betritt er ein Haus, wird dies mit einer tiefen Stille und einer Lichterscheinung begleitet. Der Hausherr begrüßt ihn und weist ihm den Platz des Hausvaters zu und bewirtet den Gott mit Bier.
Dievs gab auch die unabänderlichen Gesetze der Natur. Zusammen mit der Schicksalsgöttin Laima, die als seine Tochter gilt, bestimmt er das Leben der Menschen, im Guten wie im Bösen.

## Indogermanischer Bezug
Sprachlich ist der Name Dievs identisch mit germanisch *Teiwaz (aisl. Týr) und von der Wurzel her auch mit dem griechischen Zeus, dem römischen Jupiter und indischen Dyaus Pita. Allerdings unterscheidet er sich im Wesen beträchtlich von diesen Gottheiten. Offensichtlich hatte der indoeuropäische Himmelsgott in den einzelnen Kulturen beträchtliche Umdeutungen erfahren.